# 楊渥
吳烈祖楊渥（886年—908年6月9日），字奉天（《九国志》作承天），五代十國時期南吳君主，封弘農郡王，自稱吳王，南吳太祖楊行密長子。

## 生平
楊行密在位時，任牙內諸軍使，楊行密晚年病重後被任命為宣州觀察使。杨行密临终欲召回杨渥以传位，节度判官周隐认为杨渥不务正业且好酒，反对其继业，建议杨行密将领地托管给庐州刺史刘威，等杨行密诸子年长后刘威自然会还政。但在左牙（衙）指揮使張顥、右牙（衙）指揮使徐溫等劝说下，杨行密仍然决定传位杨渥。徐温和幕僚严可求得知周隐没有发出召回杨渥的牒文，夺取牒文将其发出，杨渥回到扬州军部。
唐哀帝天祐二年（905年），楊行密過世，楊渥嗣位。當時唐朝仍在，諸將拜請唐昭宗宣諭使李儼承制授楊渥為淮南節度使、東南諸道行營都統、兼侍中、弘農郡王，楊渥自稱吳王。
楊渥喜好遊玩作樂，居丧当中燃十围之烛以击毬，一烛费钱数万。又常单骑出游，左右莫知所之。天祐三年（906年）杨渥任命的西南行营都招讨使秦裴吞并镇南军，杨渥愈发骄傲，杀死周隐，致使将佐不自安。张颢、徐温屢勸，杨渥不聽，说：“你们认为我不才，为什么不杀了我，自己坐我的位子！”其親信又不斷欺壓元勳舊臣，將領們頗感不安。楊渥为修建毬场，将扬州牙城中的亲军悉数迁出，張顥、徐溫二人因此无所忌惮。他们让杨渥从宣州带来的指挥使朱思勍、范思从、陈璠帮助秦裴平定镇南军，又诬陷三将谋反，派别将陈祐前去秦裴帐中处死三人。杨渥因而想杀死张颢、徐温，但天祐四年（907年），張顥、徐溫抢先發動兵變，露刃入宫，以铁挝击杀楊渥亲信数十人。此后诸将与張顥、徐溫意见不同者，辄被杀，二人遂控制軍政。楊渥大權盡失。
天祐五年（908年）五月戊寅，張顥、徐溫遣亲信纪祥、陈晖、黎璠、孙殷等人入子城，弑楊渥于寝室。杨渥说：“你们要是杀了张颢、徐温，我让你们做刺史。”很多刺客都被说动，但纪祥仍将杨渥缢死。杨渥终年二十三岁，张颢、徐温对外声称暴卒。死後諡威王（弘農威王）；楊隆演登南吳國王位時，改諡景王（南吳景王），廟號烈宗；楊溥登南吳帝位時，再改諡景皇帝（南吳景帝）。楊渥雖被認為是南吳君主之一，僅自稱吳王。。
杨溥还封兄子南昌公杨珙为建安王。杨溥的三个哥哥中，二哥杨隆演仅有一子见于《十国春秋》，三哥杨濛尚在人世且一并被封为常山王。故杨珙很可能是杨渥之子。杨溥禅位后，杨珙降为公。

## 陵墓
其弟楊溥即皇帝位時，追尊楊渥為烈祖景皇帝，陵墓号绍陵。绍陵地望不详，应在其父杨行密墓附近。